# Mars 2007 en sport
Cette page concerne l'actualité sportive du mois de mars 2007.

## Jeudi1ermars
- Ski nordique, relais féminin des Championnats du monde de Ski de fond : la Finlande s'impose devant l'Allemagne et la Norvège.
- Handball, quarts de finale retour de la Ligue des champions :
  -  THW Kiel 39-32  KC Veszprém.

## Vendredi2 mars
- Ski nordique, relais masculin des Championnats du monde de Ski de fond : la Norvège s'impose devant la Russie et la Suède.

## Samedi3 mars
- Handball, match retour des quarts de finale de la Ligue des champions :
  -  FC Barcelone 34-29 SG Flensburg-Handewitt  .
- Ski nordique, Championnats du monde : 
  - Ski de fond, 30 km féminin : la Finlandaise Virpi Kuitunen remporte un troisième titre mondial pour quatre médailles lors de ces championnats.
  - Saut à ski, K90 : le Polonais Adam Małysz s'impose sur le petit tremplin devant le Suisse Simon Ammann et le Norvégien Thomas Morgenstern.
  - Combiné nordique, Individuel Gundersen : l'Allemand Ronny Ackermann enlève le titre.
- Sport hippique: Pearl Queen, drivée par Thierry Duvaldestin remporte le Prix de Sélection.
- Voile, Velux 5 Oceans : le suisse Bernard Stamm remporte la deuxième étape, disputée entre Fremantle et Norfolk, Virginie, de la course autour du monde à la voile en solitaire.

## Dimanche4 mars
- Handball, matches retour des quarts de finale de la  Ligue des champions :
  -  VfL Gummersbach 32-34 BM Valladolid  ;
  -  Portland San Antonio 37-29 BM Ciudad Real  .
- Ski nordique, 50 km masculin des Championnats du monde de Ski de fond : le Norvégien Odd-Bjørn Hjelmeset remporte le dernier titre de ces championnats survolés par la délégation norvégienne qui se reprend après les résultats enregistrés lors des jeux olympiques de 2006.

## Mardi6 mars
- Football, matches retour des huitièmes de finale de la Ligue des champions : 
  -  Chelsea 2-1 FC Porto ;
  -  Olympique lyonnais 0-2 AS Rome  ;
  -  Liverpool FC 0-1 FC Barcelone  ;
  -  Valence CF 0-0 Inter Milan .

## Mercredi7 mars
- Football, matches retour des huitièmes de finale de la Ligue des champions : 
  -  Manchester United 1-0 Lille OSC  ;
  -  Milan AC 1-0 Celtic Glasgow ;
  -  Arsenal 1-1 PSV Eindhoven  ;
  -  Bayern Munich 2-1 Real Madrid .

## Jeudi8 mars
- Football, matches aller des huitièmes de finale de la Coupe UEFA :
- Newcastle United 4-2 AZ Alkmaar ;
- Maccabi Haïfa 0-0 Espanyol Barcelone ;
- Glasgow Rangers 1-1 Osasuna Pampelune ;
- Sporting Braga 2-3 Tottenham Hotspur ;
- FC Séville 2-2 Chakhtior Donetsk ;
- RC Lens 2-1 Bayer Leverkusen ;
- Paris SG 2-1 Benfica ;
- Celta Vigo 0-1 Werder Brême .

## Samedi10 mars
- Moto, Grand Prix moto du Qatar des championnats du monde de vitesse : l'Australien Casey Stoner remporte la course d'ouverture de la saison en MotoGP. Les Espagnols Jorge Lorenzo et Héctor Faubel s’imposent respectivement en 250 cm3 et en 125 cm3.
- Rugby à XV, quatrième journée du Tournoi des Six Nations : 
  -  Italie 23-20  Pays de Galles;
  -  Écosse 18-19  Irlande.

## Dimanche11 mars
- Automobile, Rallye du Mexique du Championnat du monde 2007 : le Français Sébastien Loeb s'impose sur Citroën, signant ainsi sa 30e victoire sur une épreuve du championnat du monde, série record plus que jamais en cours.
- Biathlon : adieu à la compétition pour le biathlète français Raphaël Poirée. Il s'incline à l'issue d'un sprint final face à son rival norvégien Ole Einar Bjørndalen lors d'une épreuve de la Coupe du monde. Les deux meilleurs biathlètes de la dernière décennie furent départagés à la photo finish.
- Rugby à XV, quatrième journée du Tournoi des Six Nations : 
  -  Angleterre 26-18  France.
- Sport hippique : Kesaco Phedo remporte le Grand critérium de vitesse de la Côte d'Azur, drivé par Jean-Michel Bazire.

## Mardi13 mars
- Basket-ball, matches aller des demi-finales de la Coupe ULEB :
  -  Lietuvos Rytas (basket-ball) 76-69 KK FMP Belgrade ;
  -  UNICS Kazan 78-67 Real Madrid .
- Cricket : début de la Coupe du monde de cricket 2007. En match d'ouverture, les doubles champions du monde en titre australiens s'imposent de 203 runs face à l'Écosse. C'est la troisième fois que le cap des 200 runs d'avantage est dépassé en phase finale de Coupe du monde.

## Mercredi14 mars
- Football, matches retour des huitièmes de finale de la Coupe UEFA :
- Osasuna Pampelune 1-0 Glasgow Rangers ;
- Tottenham Hotspur 3-2 Sporting Braga ;
- Bayer Leverkusen 3-0 RC Lens ;
- Werder Brême 2-0 Celta Vigo .

## Jeudi15 mars
- Football, matches retour des huitièmes de finale de la Coupe UEFA :
- AZ Alkmaar 2-0 Newcastle United ;
- Chakhtior Donetsk 2-3 (a.p.) FC Séville ;
- Espanyol Barcelone 4-0 Maccabi Haïfa ;
- Benfica 3-1 Paris SG .

## Samedi17 mars
- Biathlon, Coupe du monde 2006-07 : à une course de la fin du calendrier, l'Allemand Michael Greis remporte le gros globe récompensant le meilleur biathlète de la saison.
- Cricket, Coupe du monde : surprise lors du premier tour de la compétition avec la victoire de l'Irlande (No 14 mondial) sur le Pakistan (No 4 mondial) par 3 wickets. C'est la première victoire irlandaise en phase finale de Coupe du monde ; cette défaite élimine les Pakistanais.
- Handball, matches féminins aller des quarts de finale de la Ligue des champions 2006-2007 : 
  -  VS Györi Audi ETO KC 28-22 Larvik HK ;
  -  Viborg HK A/S 32-32 HC Lada Togliatti .
- Rugby à XV, cinquième et dernière journée du Tournoi des Six Nations : 
  -  Italie 24-51  Irlande;
  -  France 46-19  Écosse;
  -  Pays de Galles 27-18  Angleterre.
  - Le XV de France remporte le Tournoi 2007 au point-average devant l'Irlande. L'essai français décisif est accordé à l'ultime seconde du match sur un arbitrage vidéo. Les Anglais, qui pouvaient également remporter le Tournoi s’ils écrasaient les Gallois, se sont inclinés au Millennium Stadium. Les Gallois évitent ainsi la Cuillère de bois.
- Tennis, Tournoi de tennis d'Indian Wells de la Saison 2007 de la WTA : la Slovaque Daniela Hantuchová s'impose en finale face à la Russe Svetlana Kuznetsova, 6-3 6-4.

## Dimanche18 mars
- Automobile, Grand Prix d'Australie de formule 1 : ouverture de la saison 2007 avec la victoire du Finlandais Kimi Räikkönen sur Ferrari.
- Biathlon, Coupe du monde 2006-07 : l'Allemande Andrea Henkel remporte le gros globe récompensant la meilleure biathlète de la saison.
- Cyclisme, UCI ProTour 2007, arrivée finale du Paris-Nice 2007 : l'Espagnol Alberto Contador s'impose sur la Route du soleil.
- Handball, matches féminins aller des quarts de finale de la Ligue des champions 2006-2007 : 
  -  Aalborg DH 34-24 Hypo Niederösterreich ;
  -  Slagelse DT 30-23 RK Krim Mercator Ljubljana .
- Natation, Championnats du monde à Melbourne : 
  - 5 km féminin nage en eau libre : la Russe Larisa Ilchenko s'impose en 1 h 00 min 41 s 3.
  - 5 km masculin nage en eau libre : l'Allemand Thomas Lurz remporte le titre mondial en 56 min 49 s 6.
  - Natation synchronisée, combiné : la Russie remporte le titre.
- Ski alpin, Coupe du monde : 
  - le Norvégien Aksel Lund Svindal remporte le gros globe récompensant le meilleur skieur de la saison.
  - l'Autrichienne Nicole Hosp remporte le gros globe récompensant la meilleure skieuse de la saison.
- Tennis, Saison 2007 de l'ATP, finale de l'édition 2007 des Masters d'Indian Wells : l'Espagnol Rafael Nadal s'impose 6-2, 7-5 face à Novak Djokovic.

## Lundi19 mars
- Natation, Championnats du monde à Melbourne : 
  - Natation synchronisée, solo technique : la Russe Natalia Ischenko remporte le titre.
  - Plongeon, 3 m synchro masculin : les Chinois Qin Kai et Wang Feng s'imposent.
  - Plongeon, 10 m synchro féminin : les Chinoises Tong Jia et Ruolin Chen sont championnes du monde.

## Mardi20 mars
- Basket-ball, matches retour des demi-finales de la Coupe ULEB :
  -  KK FMP Belgrade 72-69 Lietuvos Rytas (basket-ball) ;
  -  Real Madrid 84-63 UNICS Kazan .
- Cyclisme, UCI ProTour 2007, Tirreno-Adriatico 2007: arrivée finale. L'Allemand Andreas Klöden remporte l'épreuve.
- Natation, Championnats du monde à Melbourne : 
  - 10 km féminin nage en eau libre : deuxième titre mondial pour la Russe Larisa Ilchenko lors de ces championnats;
  - Natation synchronisée, duo technique : Les Russes Anastasia Davydova et Anastasia Ermakova s'imposent.

## Mercredi21 mars
- Natation, Championnats du monde à Melbourne : 
  - 10 km masculin nage en eau libre : le Russe Vladimir Dyatchin remporte l'épreuve.
  - Plongeon, 1 m masculin : le Chinois Yutong Luo devient champion du monde.
  - Plongeon, 10 m féminin : la Chinoise Xin Wang enlève le titre.
  - Natation synchronisée, ballet technique : la Russie s'impose devant le Japon et l'Espagne.
- Patinage artistique, Championnats du monde à Tokyo : 
  - Couples : les Chinois Xue Shen/Hongbo Zhao enlèvent leur troisième titre mondial devant leurs compatriotes Quing Pang/Jian Tong et les Allemands Aljona Savchenko/Robin Szolkowy.

## Jeudi22 mars
- Natation, Championnats du monde à Melbourne : 
  - Natation synchronisée, solo libre : la Française Virginie Dedieu remporte son troisième titre mondial.
- Patinage artistique, Championnats du monde à Tokyo : 
  - Hommes : le Français Brian Joubert enlève le titre mondial quarante deux ans après celui d'Alain Calmat. Le Japonais Daisuke Takahashi et le Suisse Stéphane Lambiel complètent le podium.

## Vendredi23 mars
- Handball : 
  - match aller des demi-finales de la Ligue des champions 2006-2007 : 
    -  SG Flensburg Handewitt 32-30 BM Valladolid .

  - match féminin retour des quarts de finale de la Ligue des champions 2006-2007 : 
    -  Hypo Niederösterreich 31-19 Aalborg DH .
- Natation, Championnats du monde à Melbourne : 
  - Plongeon, 1 m féminin : âgée de seulement 16 ans, la Chinoise Zi He remporte le titre mondial.
  - Plongeon, 3 m masculin : le Chinois Quin Kai enlève le titre.
  - Natation synshronisée, duo libre : les Russes Anastasia Davydova et Anastasia Ermakova s'imposent.
- Patinage artistique, Championnats du monde à Tokyo : 
  - Danse : les Bulgares Albena Denkova et Maxim Staviski s'imposent devant les Canadiens Marie-France Dubreuil-Patrice Lauzon et les Américains Tanith Belbin-Benjamin Agosto.

## Samedi24 mars
- Athlétisme, Championnat du monde de cross-country : l'Érythréen Zersenay Tadese s'impose chez les hommes et la Néerlandaise Lornah Kiplagat remporte le titre féminin.
- Basket-ball, quarts de finale Championnat NCAA (finales régionales) : 
  - Buckeyes d'Ohio State 92-76 Tigers de Memphis;
  - Jayhawks du Kansas 55-68 Bruins d'UCLA.
- Cyclisme, Milan-San Remo : l'espagnol Óscar Freire s'impose au sprint devant Allan Davis, Tom Boonen et Robbie McEwen.
- Handball, match féminin retour des quarts de finale de la Ligue des champions 2006-2007 :  RK Krim Mercator Ljubljana 26-28 Slagelse DT .
- Natation, Championnats du monde à Melbourne : 
  - 25 km féminin nage en eau libre : l'Allemande Britta Kamrau-Corestein s'impose.
  - Natation synchronisée, libre par équipe : la Russie s'impose devant l'Espagne et le Japon.
- Patinage artistique, Championnats du monde à Tokyo : 
  - la japonaise Miki Ando remporte son premier titre mondial devant sa compatriote Mao Asada et la Coréenne Kim Yuna.
- Rugby à XV, Coupe du monde : le Portugal se qualifie pour la phase finale de la Coupe du monde en écrasant en match de barrage l'Uruguay.

## Dimanche25 mars
- Basket-ball, quarts de finale du Championnat NCAA (finales régionales) : 
  - Tar Heels de la Caroline du Nord 84-96 Hoyas de Georgetown;
  - Gators de Floride 85-77 Ducks de l'Oregon.
- Handball
  - match aller des demi-finales de la Ligue des champions 2006-2007 : 
    -  Portland San Antonio 30-28 THW Kiel .

  - matches féminins retour des quarts de finale de la Ligue des champions 2006-2007 : 
    -  Larvik HK 23-27 Györi Audi ETO KC ;
    -  HC Lada Togliatti 33-31 Viborg HK  .
- Moto, , Grand Prix d'Espagne du Championnats du monde de vitesse à Jerez de la Frontera : le Hongrois Gábor Talmácsi remporte la course des 125 cm3 et l'Espagnol Jorge Lorenzo s'impose en 250 cm3. L'Italien Valentino Rossi enlève la course de moto GP.
- Natation, Championnats du monde à Melbourne : 
  - 400 mètres nage libre masculin : le Coréen Tae Hwan Park remporte le titre devant le Tunisien Oussama Mellouli[1] et l'Australien Grant Hackett.
  - 400 mètres nage libre féminin : la Française Laure Manaudou s'impose devant la Polonaise Otylia Jędrzejczak et la japonaise Ai Shibata.
  - 4 × 100 mètres masculin : les États-Unis enlèvent le titre devant l'Italie et la France.
  - 4 × 100 mètres féminin : l'Australie s'impose devant les États-Unis et les Pays-Bas.
  - 25 km masculin nage en eau libre : le Russe Yury Kudinov s'impose.
  - Plongeon, 10 m masculin : le Russe Gleb Galperin remporte le titre.
  - Plongeon, 3 m féminin : la Chinoise Jingjing Guo s'impose.
- Saut à ski, Coupe du monde : le Polonais Adam Malysz enlève l'édition 2006-2007 de la Coupe du monde.
- Volley-ball, Ligue féminine des champions : Bergame remporte le cinquième titre de son histoire en battant en finale le Dynamo Moscou par 3 sets à 2 (25-18, 19-25, 25-14, 22-25, 15-11), à Zurich.

## Lundi26 mars
- Natation, Championnats du monde à Melbourne : 
  - 100 mètres brasse masculin : victoire de Brendan Hansen devant Kosuke Kitajima et Brenton Rickard;
  - 50 mètres papillon masculin : victoire de Roland Schoeman devant Ian Crocker et Jakob Schiott Andkjaer;
  - 100 mètres papillon féminin : victoire de Lisbeth Lenton devant Jessicah Schipper et Natalie Coughlin;
  - 100 mètres 4 nages féminin : victoire de Katie Hoff devant Kirsty Coventry et Stephanie Rice.

## Mardi27 mars
- Natation, Championnats du monde à Melbourne : 
  - 200 mètres nage libre masculin : victoire de Michael Phelps devant Pieter van den Hoogenband et Tae Hwan Park;
  - 100 mètres dos masculin : victoire de Aaron Peirsol devant Ryan Lochte et Liam Tancock;
  - 1 500 mètres nage libre féminin : victoire de Kate Ziegler devant Flavia Rigamonti et Ai Shibata;
  - 100 mètres dos féminin : victoire de Natalie Coughlin devant Laure Manaudou et Reiko Nakamura;
  - 100 mètres brasse féminin : victoire de Leisel Jones devant Tara Kirk et Anna Khlistunova;
  - 4 records du monde ont été établis: Phelps sur 200 mètres nage, Peirsol sur 100 mètres dos, Coughlin sur 1 500 mètres nage libre et Federica Pellegrini en demi du 200 mètres nage libre.

## Mercredi28 mars
- Natation, Championnats du monde à Melbourne : 
  - 200 mètres papillon masculin : victoire de Michael Phelps devant Peng Wu et Nikolay Skvortsov;
  - 800 mètres nage libre masculin : victoire de Oussama Mellouli[1] devant Przemysław Stańczyk et Craig Stevens
  - 50 mètres brasse masculin : victoire de Oleg Lisogor devant Brendan Hansen et Cameron van der Burgh;
  - 200 mètres nage libre féminin : victoire de Laure Manaudou devant Annika Lurz et Federica Pellegrini;
  - Records du monde de Phelps sur 200 papillon, Manaudou sur 200 mètres.
- Hockey sur glace, Championnat de France (Ligue Magnus), victoire des Brûleurs de loups de Grenoble en finale des séries éliminatoires sur les Pingouins de Morzine 3 matchs à 1.

## Jeudi29 mars
- Cyclisme : Championnats du monde sur piste à Palma de Majorque
  - omnium homme : victoire du tchèque Alois Kaňkovský
  - poursuite individuelle homme : victoire du britannique Bradley Wiggins
  - vitesse par équipes hommes : victoire de l'équipe de France (Grégory Baugé, Mickaël Bourgain, Arnaud Tournant)
  - vitesse par équipes femmes : victoire de l'équipe de Grande-Bretagne (Shanaze Reade Victoria Pendleton)
- Natation, Championnats du monde de natation 2007 à Melbourne : 
  - 200 mètres 4 nages masculin : Michael Phelps devance Ryan Lochte et Laszlo Cseh
  - 100 mètres nage libre masculin : Filippo Magnini et Brent Hayden se partagent le titre mondial. Ils devancent Eamon Sullivan
  - 200 mètres papillon féminin : Jessicah Schipper devance Kimberly Vandenberg et Otylia Jędrzejczak
  - 50 mètres dos féminin : Leila Vaziri devance Aliaksandra Herasimenia et Tayliah Zimmer
  - relais 4 × 200 mètres × {{{2}}} nage libre : les États-Unis devancent l'Allemagne et la France.

## Vendredi30 mars
- Sport : Grèce : "Tous les matches de sport collectif sont suspendus pour quinze jours", a annoncé vendredi le porte-parole du gouvernement, Theodore Roussopoulos. Cette décision fait suite aux violents affrontements qui ont fait une victime jeudi 29 lors d'un affrontement entre les supporters des clubs féminins de volley féminin du Panathinaïkos et de l'Olympiakos.
- basket-ball : Euroligue féminine : Final Four
  -  CJM Bourges 59-73 RC Valence 
  -  Spartak Moscou 90-76 CSKA Moscou
- Cyclisme : Championnats du monde sur piste à Palma de Majorque
  - poursuite par équipes : victoire de la Grande-Bretagne
  - keirin : victoire du britannique Chris Hoy
  - scratch homme : victoire de Wong Kam Po
  - poursuite femme : victoire de l'américaine Sarah Hammer
- Handball
- Ligue des champions de handball 2006-2007, demi-finale aller : 
  -  THW Kiel 37-34 Portland San Antonio
- Natation, Championnats du monde de natation 2007 à Melbourne : 
  - 200 m dos masculin : victoire de Ryan Lochte devant Aaron Peirsol et Markus Rogan
  - 200 m brasse masculin : victoire de Kosuke Kitajima devant Brenton Rickard et Loris Facci
  - 100 m nage libre féminin : victoire de Lisbeth Lenton devant Marleen Veldhuis et Britta Steffen
  - 200 m brasse féminin : victoire de Leisel Jones devant Kirsty Balfour et Megan Jendrick
  - relais 4 × 200 m nage libre masculin : victoire des États-Unis devant l'Australie et le Canada
- Rugby à XV : Coupe d'Europe de rugby : quarts de finale
  - Llanelli Scarlets 24-15 Munster

## Samedi31 mars
- Basket-ball, Championnat NCAA de basket-ball, Final Four : 
  - Buckeyes d'Ohio State 67-60 Hoyas de Georgetown
  - Bruins d'UCLA 66'-76 Gators de Floride
- Cyclisme : Championnats du monde sur piste à Palma de Majorque
  - Course aux points masculin : victoire de l'espagnol Joan Llaneras
  - 500 mètres féminin : victoire de l'américaine Anna Meares
  - vitesse féminine : victoire de la britannique Victoria Pendleton
  - scratch féminin : victoire de la cubaine Yumari González
- Natation, Championnats du monde de natation 2007 à Melbourne : 
  - 50 mètres nage libre masculin : victoire de Benjamin Wildman-Tobriner devant Cullen Jones et Stefan Nystrand
  - 100 mètres papillon masculin : Victoire de Michael Phelps devant Ian Crocker et Albert Subirats Altes
  - 50 mètres papillon féminin : victoire de Therese Alshammar devant Danni Miatke et Inge Dekker
  - 200 mètres dos féminin : victoire de Margaret Hoelzer devant Kirsty Coventry et Reiko Nakamura
  - 800 mètres nage libre féminin : victoire de Kate Ziegler devant Laure Manaudou et Hayley Peirsol
  - relais 4 × 100 mètres × {{{2}}} 4 nages féminin : victoire de l'Australie devant les États-Unis et la Chine
- Rugby à XV : Coupe d'Europe de rugby : quarts de finale
  - London Wasps 35 - 13 Leinster
- Tennis , Tournoi de tennis de Miami : victoire de l'américaine Serena Williams devant Justine Henin-Hardenne sur le score de 2 set à 1 (0-6, 7-5, 6-3)
- Volley-ball : Ligue des champions : Final Four à Moscou
  -  Lube Banca Marche Macerata 2-3 (25-20, 24-26, 19-25, 25-13, 13-15) VfB Friedrichshafen 
  -  Dynamo Moscou 1-3 (18-25, 26-28, 25-19, 22-25) Tours
- Football, Finale de la Coupe de la Ligue de France au Stade de France à Paris :  Olympique lyonnais 0-1 Girondins de Bordeaux

## Principaux rendez-vous sportifs du mois de mars 2007
- 22 février au 4 mars : ski nordique, Championnats du monde de ski nordique à Sapporo
- 2 au 4 mars : athlétisme, Championnats d'Europe en salle à Birmingham
- 3 et 4 mars : handball, Ligue des champions, quarts de finale retour
- 5 au 18 mars : tennis, Masters d'Indian Wells
- 6 et 7 mars : football, Ligue des champions, huitièmes de finale retour
- 8 mars : football, Coupe UEFA, huitièmes de finale aller
- 8 au 11 mars : patinage de vitesse, championnats du monde
- 9 au 11 mars : automobile, rallye, Rallye du Mexique
- 10 mars : moto, Grand Prix moto du Qatar
- 10 et 11 mars : rugby à XV, 4e journée du Tournoi des Six Nations
- 11 au 18 mars : cyclisme, Paris-Nice
- 11 au 28 mars : cricket, Coupe du monde aux Antilles
- 14 au 20 mars : cyclisme, Tirreno-Adriatico
- 14 et 15 mars : football, Coupe UEFA, huitièmes de finale retour
- 17 mars : rugby à XV, 5e et dernière journée du Tournoi des Six Nations
- 17-18 mars : Handball, Ligue des champions de handball féminin, quarts de finale aller
- 17 mars au 1er avril : natation, Championnats du monde à Melbourne
- 18 mars : formule 1, Grand Prix d'Australie
- 19 mars au 1er avril : tennis, Masters Series ATP et Tournoi WTA à Miami
- 23-24 mars : Handball, Ligue des champions de handball féminin, quarts de finale retour
- 24 mars : athlétisme, Championnat du monde de cross-country
- 24 mars : cyclisme, Milan-San Remo
- 24 et 25 mars : handball, Ligue des champions, demi-finales aller
- 25 mars : moto, Grand Prix moto d'Espagne
- 29 mars au 1er avril : cyclisme, Championnats du monde de cyclisme sur piste
- 30 mars au 1er avril : automobile, rallye, Rallye du Portugal
- 31 mars : football, finale de la Coupe de la Ligue française
- 31 mars et 1er avril : handball, Ligue des champions, demi-finales retour